# Stryker
IAV Stryker (Interim Armored Vehicle) är en familj bestående av åttahjuls bepansrade stridsfordon som har sitt ursprung i den Kanadensiska LAV III och baseras på den Schweiziska Piranha III 8×8. Stryker fordon tillverkas av General Dynamics Land Systems Kanada för USA:s armé. Fordonet har 4-hjulsdrift (8×4) och kan kopplas till drift på alla hjulen (8×8).
Fordonet är uppkallat efter två amerikanska soldater som postumt fick Medal of Honor: Privat Första Klass Stuart S. Stryker, som dog i andra Världskriget, och Specialist Fyra Robert F. Stryker (inget samband) som dog i Vietnamkriget.

## Varianter
- M1126 Infantry Carrier Vehicle (ICV), används för trupptransport av infanteri
- M1128 Mobile Gun System (MGS)
- M1129 Mortar Carrier (MC)
- M1130 Commander's Vehicle (CV)
- M1131 Fire Support Vehicle (FSV)
- M1132 Engineer Squad Vehicle (ESV)
- M1133 Medical Evacuation Vehicle (MEV)
- M1134 Anti-Tank Guided Missile Vehicle (ATGM)

- Stryker MSL:  En ny variant som har utvecklats av General Dynamics och är ett kombinerat korträckviddsluftvärn med SAM-raketer och pansarvärnsrobotar.[1]